# 埃姆廷豪森
埃姆廷豪森（德語：Emtinghausen，發音：[ɛmtɪŋˈhaʊzn̩]）是德国下萨克森州费尔登县的市镇，面积27.05平方千米，2023年12月31日人口为1,559人。